# Сантос, Педро Хорхе
Педро Хорхе Сантос дос Сантос (исп. Pedro Jorge Santos Santos; род. 28 июня 1976 или 20 июня 1976, Каракас) — венесуэльский футболист, выступавший на позиции полузащитника. Всю карьеру провёл Португалии, играя в «Фейренсе», «Жил Висенте», «Боавишта», «Пенафиел», «Навал», «Бейра-Мар» и «Арока».

## Достижения

### «Жил Висенте»
- Чемпион Второй лиги Португалии: 1998/99

### «Боавишта»
- Чемпион Португалии: 2000/01